# Rhinopteridae
Rhinopteridae – rodzina ryb chrzęstnoszkieletowych z rzędu orleniokształtnych (Myliobatiformes).

## Rozmieszczenie geograficzne
Do rodziny należą gatunki występujące w wodach oceanów – Atlantyckiego, Indyjskiego i Spokojnego.

## Podział systematyczny
Do rodziny należy jeden występujący współcześnie rodzaj:
- Rhinoptera Cuvier, 1829

Opisano również rodzaje wymarłe:
- Eorhinoptera Case, Cook & Wilson, 2011[5]
- Zygzabatis Mendiola, 1995[2]